# اولریکا کارلسون (بازیکن فوتبال)
اولریکا کارلسون (انگلیسی: Ulrika Karlsson؛ زادهٔ ۱۴ اکتبر ۱۹۷۰) بازیکن فوتبال اهل سوئد است.
از باشگاه‌هایی که در آن بازی کرده‌است می‌توان به اومئا آی‌کی اشاره کرد.
وی همچنین در تیم ملی فوتبال زنان سوئد بازی کرده‌است.